# Kim Dae-jung
En aquest nom coreà, el cognom és Kim.
Kim Dae-jung (coreà: 김대중)  (Haui-do, 6 de gener de 1924 - Hospital Severance, 18 d'agost de 2009) (en hangul: 김대중; en hanja: 金大中) fou un polític sud-coreà, que arribà a ser President del seu país i fou guardonat amb el Premi Nobel de la Pau l'any 2000.

## Inicis polítics
Entrà en política el 1954, oposant-se a la política de Syngman Rhee, primer president de Corea del Sud. El 1961 fou escollit membre de l'Assemblea Nacional, però un cop militar liderat per Park Chungkin comportà que no pogués entrar-hi. Dae-jung va esdevenir un líder de l'oposició mantenint-se a l'oposició al no ser candidat oficialista.
El 1973 Dae-jung patí un atemptat contra la seva persona, sent segrestat pels agents del Servei Nacional d'Intel·ligència (KCIA) en un hotel de Tòquio com a resposta als seus atacs a la constitució promulgada per Chungkin. Dae-jung rebé l'ajuda immediata dels Estats Units que gràcies als esforços de Philp Habib, ambaixador americà, aconseguí trobar-lo en el seu amagatall i deslliurar-lo dels seus captors en un vaixell quan estava a punt de ser mort al Mar del Japó. El seu retorn al seu país provocà que fos empresonat el 1976 després de participar en un manifest contra el govern, sent condemnat a cinc anys d'arrest, tot i que fou alliberat el 1978. En aquell període de captiveri forçat es convertí al catolicisme.
Amb l'assassinat el 1979 de Pak Chungkin-hee, Kim Dae-jung fou rehabilitat però el 1980 novament fou detingut amb càrrecs de sedició i conspiració contra el règim, sentenciant-lo a mort. Novament l'ajuda dels Estats Units fou vital per aconseguir la commutació de la pena de mort per 20 anys de presó, i posteriorment, l'exili als Estats Units.

## Camí a la presidència
El 1985 Dae-jung retornà al seu país, sent immediatament retingut a casa seva i convertint-se en un dels líders principals de l'oposició política. Amb la caiguda del poder de Chun Doo-hwan l'any 1987 es van celebrar, des de 1961, les primeres eleccions democràtiques. Dae-jung va poder presentar-se però sofrí la derrota davant de Kim Young-sam, el seu rival i camarada polític durant anys, i Roh Tae-woo, general i delfí de l'anterior president.
El 1992 tornà a presentar-se a les eleccions, perdent novament davant de Kim Young-sam. En aquells moments es retirà de la política i decidí dedicar-se a la docència a la Universitat de Cambridge. El 1995 anuncià el seu retorn a la política i es presentà, novament, a les eleccions per a la presidència del país. El 18 de desembre de 1997 aconseguí derrotar el seu rival Lee Hoi-chang gràcies a la seva unió amb Kim Jong-pil, antic Primer Ministre del país.

## President del país

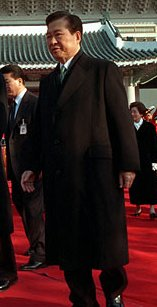
Kim Dae-jung a la ciutat de Seül el 2002.

Kim Dae-jung va arribar a la presidència enmig d'una greu crisi econòmica, aconseguint la revitalització de l'economia del país, convertint-se en un dels països amb més creixement del moment.
Des del seu ascens al poder mirà per enterrar la discriminació a les minories del país, del qual formava part i que havia sofert en etapes anteriors. Així mateix inicià l'acostament vers el règim estalinista de Kim Jong-Il de Corea del Nord, participant el 2000 en la primera cimera presidencial entre els presidents dels dos països des de la separació del país el 1948. El mateix any 2000 li fou atorgat el Premi Nobel de la Pau pel seu treball per a la democràcia i els drets humans a Corea del Sud i l'est d'Àsia, generalment, i per a la pau i la reconciliació amb Corea del Nord, particularment.
El 2003 Dae-jung finà el seu mandat i decidí no presentar-se a la reelecció, retirant-se de la política activa.